# AGM-137 TSSAM
L'AGM-137 TSSAM (Tri-Service Standoff Attack Missile) est un missile de croisière furtif développé par Northrop, mais il ne fut jamais produit en série.

## Conception
Le développement du Tri Service Standoff Attack Missile (TSSAM) fut lancé en 1986 par l'US Air Force ; le but était de produire une famille de missiles furtifs destinés aussi bien à l'US Air Force qu'à l'US Navy ou encore à l'US Marine Corps. Ceux-ci devaient être capables de parcourir de grandes distances, d'avoir un guidage autonome, de pouvoir reconnaître automatiquement la cible et d'avoir une précision et une charge militaire suffisantes pour détruire des structures fortement protégées que ce soit sur terre ou sur mer.
L'estimation de l’ampleur du programme, son délai et ses couts ont varié au fil des ans.
En octobre 1993, on prévoyait un budget de 14,5 milliards de dollars pour la construction en présérie à partir de 1995 de 6 650 missiles; plus tard, on prévoit qu'il entre en service en 1999 dans l'USAF et 2002 dans l'US Navy. 4 156 missiles devait être construit pour un coût de 13,3 milliards de dollars américains.
Cependant le projet à cause d'une mauvaise gestion rencontra des problèmes budgétaires, dont certains concernaient la distribution du budget entre les trois services ; ceci entraîna des insuffisances et des retards. Il rencontra aussi des problèmes techniques durant son développement, les tirs d'essai qui devaient être intensifs sont ralentis :  avec 4 essais en 1992 et 4 durant le premier semestre 1993, le premier missile d'essai en vol lancé à partir d'un avion de la Marine a subi 22 retards entre juillet 1992 et son lancement réel en avril 1993
Le  coût unitaire de 728 000 $, prévu en 1986, atteint le prix exorbitant de 2 062 000 $ en 1994. Tout ceci fit que le programme fut finalement annulé le 16 décembre 1994.
Malgré tout, les technologies développées pour le TSSAM furent réutilisées sur le programme JASSM.

## Description
Toutes les versions du missile devaient utiliser un guidage inertiel complété par un GPS. La version destinée à la Navy et à l'Air Force devait posséder une charge militaire unique et devait utiliser un guidage infrarouge pour reconnaître sa cible et son guidage terminal. Une seconde version destinée uniquement à l'Air Force devait emporter une charge militaire constituée de sous-munitions et être utilisée contre des cibles au sol.
Le TSSAM devait être emporté par :
- des B-52H : 12 sur points d'emport externes ;
- des F-16C/D : 2 ;
- des B-1 : 8 en soute ;
- des B-2 : 8 en soute ;
- des F/A-18C/D : 2.